# La Feria (Texas)
Pour les articles homonymes, voir feria (homonymie).
La Feria est une ville située à l'ouest du comté de Cameron, au Texas, aux États-Unis,.

## Démographie
Lors du recensement de 2010, la ville comptait une population de 7 302 habitants. Elle est estimée, le 1er juillet 2019, à 6 959 habitants.

### Source de la traduction
- (en) Cet article est partiellement ou en totalité issu de l’article de Wikipédia en anglais intitulé « La Feria, Texas » (voir la liste des auteurs).